# 程琳
程琳（1967年10月15日—），女，河南洛阳人，中华人民共和国歌手。

## 生平

### 年少成名
程琳出生于一个艺术世家。父亲为豫剧导演，母亲为豫剧演员。她自幼便会唱京剧、豫剧，喜欢唱歌，7岁开始学拉二胡。1978年末，12岁的程琳考入海政歌舞团当文艺兵，担任二胡乐手。
1980年，13岁的程琳首次作为歌手登台，在首钢表演唱歌，那時她身穿一件小海军服，上台一开唱，台下便有人鼓掌，接着台下一直在鼓掌，程琳由此成名。那时，海政歌舞团的付林以及其他音乐家为程琳写了一批歌，其中包括程琳的成名曲《小螺号》。此后，1980年《北京晚报》主办新星音乐会，入选此次音乐会的海政歌舞团的歌唱演员李默主动推荐程琳参加，但《北京晚报》方面考虑到程琳年龄太小而未同意。
程琳出名后，1980年程琳的首张专辑《小螺号》由北京音像公司出品。北京电视台还在1980年帮13岁的程琳录制了几首歌，可算是中国大陆最早的MV。程琳在片中身穿海魂衫。1981年春节假期，该节目在北京电视台反复播出，引起轰动。程琳的演唱深情细腻、温暖明亮，当时程琳正介于童声与正在变声之间，演唱方法轻柔自然，独具一格。

### 政治批判
正当程琳在北京各大舞台上轮番演唱《小螺号》、《草帽歌》、《盼红军》等歌曲时，1981年1月16日《人民日报》发表署名“陈莲”的文章《珍惜孩子的天赋》，不点名批判程琳“那浓妆艳抹的装束早已失去了孩子的纯真和质朴，所唱的歌，不论是新创作的还是风味很浓的传统民歌，甚至是儿童歌曲，一律使用轻声、送气、低音区，近话筒并带着哭腔，挑逗性的声调去唱。吐字和行腔那种矫揉造作，在目前国内舞台上也是很少见到的。”结果在这种政治压力下，按照上边要求，程琳在兩年内被禁止登台演唱，只好继续当二胡乐手。当时，李谷一、苏小明、程琳是三位被重点批判的歌手，她们都是因演唱运用了“气声”，有了流行音乐的味道而遭到批判。在程琳看不到希望的时候，同样遭受批判的李谷一曾为程琳鸣不平。

### 再度批判
直到1983年，随着李谷一的《乡恋》在中国中央电视台举行的第一届春节联欢晚会上解禁，程琳才在1983年被借调到东方歌舞团而复出。程琳在1983年出了《童年的小摇车》、《小螺号》两张专辑，再度引发轩然大波。
1983年，广州太平洋公司出了程琳的第二张专辑《童年的小摇车》，其中对《小螺号》重新录制，该专辑影响极大，甚至许多人都误认为这是程琳的首张专辑。1983年，程琳赴香港演出引起轰动，有评论称程琳的唱法和邓丽君相似，故赞誉她为“小邓丽君”。后来程琳还曾经和邓丽君通过电话、通过信，邓丽君还给程琳回了一封信，这些来往信件都在香港发表。
1983年冬，付林、程琳以及一个音像公司的出版商找到作曲家许镜清，商议为程琳录制一盒磁带，请北京农业电影制片厂作曲家许镜清编配伴奏。该磁带原来设计为十首歌，后来认为曲目不够，许镜清又写了包括《采榆钱》在内的三首歌。这盘磁带以付林作词、作曲的《小螺号》为主打歌，并以此命名专辑为《小螺号》。结果一个以《小螺号》为主要批判对象的讨论批判会在某周报的编辑部举行，出席者是一些音乐界前辈，他们认为该盒磁带是“黄色的”、“软绵绵的”、“低级的，下流的”，还指责程琳唱的四川民歌《盼红军》说：“这哪里是盼红军，分明是盼白军么。”以此次讨论批判会为根据，写了一份向上边的报告，又根据该报告对付林、程琳、许镜清三人作出了要“批评、教育”的批示，作为文件下发。16岁的程琳因为年龄小，受到海政歌舞团团内当众警告处分，据说海政歌舞团宣布处分决定后，小程琳穿着咔咔响的皮鞋昂首步出会场。付林受到海政歌舞团党内察看处分。许镜清则被北京农业电影制片厂发出文件（农影〔84〕2号），传达至各科室并张贴在办公楼内，文件称：“鉴於许镜清所犯错误，1.今后不许随便给外单位创作，2.未经批准不许给外单位录音。”许镜清该年应该涨的工资也未涨。
付林回忆说：“1983年批判主要是一些音乐周报等，有些题目就是‘俗不可耐的《小螺号》又吹响了’诸如此类的。”这一轮批判的情况比1981年时更为严重，甚至连海政歌舞团也曾被勒令解散。

### 迈上新阶
1983年，东方歌舞团团长王昆将程琳借调到东方歌舞团，从此程琳又可以登台演唱了。她先后出了《新鞋子旧鞋子》、《程琳新歌1987》、《梦红楼》、《比今更重》等专辑。她演唱的《风雨兼程》、《妈妈的吻》、《酒干倘卖无》、《信天游》（思念到永远）等歌曲影响极大。
1983年6月，台湾校园民谣的开创者之一侯德健，从台湾来到中国大陆，赴北京定居，引起了不小的轰动。1983年底，东方歌舞团批准程琳与侯德健合作。自1984年至1989年的六年时间内，由侯德健创作、程琳演唱的《熊猫咪咪》、《妈妈的吻》、《你和我的明天》、《信天游》等歌曲在中国大陆风靡一时。侯德健充当程琳的制作人，带来了很多新的制作理念。侯德健说他离开台湾时，刚刚为电影《搭错车》写完音乐，他觉得其中歌曲《酒干倘卖无》很适合程琳演唱。当时，苏芮演唱的该歌曲版本尚未正式发布。恰逢中国中央电视台举办一台歌会，因为没有演播厅，便以北京长城饭店作为演播室录制，程琳演唱了《熊猫咪咪》、《酒干倘卖无》，该期节目影响颇大，《酒干倘卖无》也成了程琳的重要作品，使程琳从少女歌手成长至第二阶段。
1985年，18岁的程琳与台湾歌手侯德健恋爱。当时程琳的父亲对此很反对，但程琳不为所动。1985年前后，程琳离开北京，与侯德建赴广州，开始了将近两年的隐居。
在程琳歌唱生涯的第二阶段，只出了一张专辑《程琳1987》。那时，广州至香港来往较为方便，所以在1987年，为制作音乐专辑，程琳在广州东湖新村购置了一套商品房，在此房居住了数月，和男友侯德健共同制作出《程琳新歌1987》。该专辑的制作费用是40万元人民币，在同期的音乐专辑中可算是最高的，侯德健那时要做高质量专辑，不计较经费。这张专辑中不少歌曲都脱离了男女爱情，例如《背影》，专辑主打歌则是《信天游》。程琳演唱的《信天游》引发了1980年代末中国大陆歌坛的“西北风”，这首歌反映了香港、广州的一些音乐人对黄土地文明的思考。凭借该专辑，程琳在1987年便成为中国大陆歌手中最早的原创歌手之一。中国大陆直到大约1992年后才开始涌现原创歌手。
1988年，程琳出演电影《本命年》，此片获得柏林国际电影节银熊奖。1989年上半年，程琳与侯德建感情出现裂痕，程琳提出分手。1989年下半年至1990年初，程琳与男友侯德健分手。

### 从出国到归国
1989年程琳赴香港，1990年转赴澳大利亚。在澳大利亚休养9个月之后，1990年程琳到法国采风，2个月后来到美国加州大学学习现代音乐、作曲、制作等课程。在美国期间，程琳在洛杉矶创立了由来自不同国家和民族的音乐人组成的“程琳乐队”。直到1995年，程琳方才在筹集个人专辑《回家》时，归国回到北京，此后继续从事音乐创作工作。程琳在国外期间，程琳的父亲病逝，程琳未能回国送终。
1995年，程琳的个人专辑《回家》在中国大陆发行。1998年4月，程琳二胡独奏音乐会获得成功，同时她推出自己作曲、演奏、制作的CD《新新二胡》EP专辑。
由于侯德健卷入六四事件的关系，而且中国大陆谣传程琳在结束与侯德健的感情之后又成为吾尔开希的女友，自1989年至2000年，程琳被中国大陆主流媒体禁播，所有电视台都因怕担政治风险而禁止程琳出镜。2000年，中国中央电视台《同一首歌》栏目导演孟欣力排众议，邀请程琳参加《同一首歌》的录制，自此程琳才又重新出现在中国大陆的电视中。
2002年，在接受《鲁豫有约》节目主持人陈鲁豫采访时，程琳表示平时自己与家人和朋友来往很多，间或参加社会活动和电视访问，还常赴外地演出，不时到美国与音乐界同行切磋。

## 家庭
程琳尚未结婚。第一任正式男友便是侯德健。程琳称自己和吾尔开希并没有成为男女朋友，这是当时中国大陆媒体的不实猜测和渲染。程琳后来收养了一个女儿，名叫“可儿”。可儿是在出生后5星期时被程琳收养。到2012年程琳45岁时，可儿已经7岁了。